# 1305
Il 1305 (MCCCV in numeri romani) è un anno  del XIV secolo.

## Eventi
- Il papato viene spostato in Francia, seguono tumulti nello Stato Pontificio
- Venceslao III diventa re di Boemia
- gennaio - In seguito alla morte di Giovanni I, si estingue la dinastia degli Aleramici
- 25 marzo - Consacrazione della Cappella della Beata Maria Vergine della Carità dell'Arena, meglio conosciuta come Cappella degli Scrovegni, in Padova
- 5 agosto - Truppe inglesi catturano William Wallace

## Nati
- 2 marzo - Luigi I di Neuchâtel, nobile svizzero († 1373)
- 2 giugno - Abu Sa'id, mongolo († 1335)
- 29 settembre - Enrico XIV di Baviera, nobile tedesco († 1339)
- Ashikaga Takauji, militare giapponese († 1358)
- Beatrice di Lussemburgo, nobile ungherese († 1319)
- Costanza d'Aragona, sovrana († 1344)
- Elisabetta di Polonia, regina († 1380)
- Carlo d'Étampes, nobile († 1336)
- Filippo di Cabassole, cardinale e patriarca cattolico francese († 1372)
- Pietro II di Sicilia, re († 1342)
- Pietro IV di Ribagorza, nobile spagnolo († 1381)
- Pietro Tommaso, vescovo francese († 1366)
- Ibn al-Shatir, filosofo arabo († 1375)
- Pierre de la Foret, cardinale e arcivescovo cattolico francese († 1361)
- Sveva del Balzo, nobile italiana († 1336)

## Morti
- 9 gennaio - Giovanni I del Monferrato, sovrano italiano
- 19 gennaio - Ruggiero di Lauria, ammiraglio italiano (n. 1250)
- 1º marzo - Bianca di Francia, principessa francese (n. 1278)
- 7 marzo - Guido di Dampierre, conte
- 21 marzo - Santuccia Carabotti, religiosa italiana
- 2 aprile - Giovanna I di Navarra, regina (n. 1273)
- 16 aprile - Gioacchino Piccolomini, religioso italiano (n. 1258)
- 30 aprile - Ruggero da Fiore, mercenario italiano (n. 1267)
- 21 giugno - Venceslao II di Boemia, re (n. 1271)
- 23 agosto - William Wallace, condottiero e patriota scozzese (n. 1270)
- 26 agosto - Walter Winterbourne, cardinale, filosofo e teologo inglese
- 10 settembre - Nicola da Tolentino, presbitero e santo italiano (n. 1245)
- 4 ottobre - Kameyama, imperatore giapponese (n. 1249)
- 4 ottobre - Teodorico VI di Kleve, conte
- 9 ottobre - Robert de Pontigny, abate e cardinale francese
- 18 novembre - Giovanni II di Bretagna, sovrano (n. 1239)
- Nils Allesson, religioso svedese
- Joseph ben Abraham Gikatilla, rabbino e religioso spagnolo (n. 1248)
- Giovanni, vescovo cattolico italiano
- Ulrico I di Hanau, nobile tedesco (n. 1255)
- Moses de León, rabbino e teologo spagnolo (n. 1250)
- Massimo, religioso e santo russo
- Matteo Rubeo Orsini, cardinale italiano
- Ugo di Balma, monaco cristiano, teologo e mistico francese
- Raimondo Berengario d'Andria, principe (n. 1280)
- Guillaume de Villaret, francese
- Bertrando II di Baux, nobile francese
- Todros ben Yehudah ha-Lewi Abu l-A'fiya, poeta spagnolo (n. 1247)

## Calendario
| Calendario 1305 | Calendario 1305 | Calendario 1305 | Calendario 1305 | Calendario 1305 | Calendario 1305 | Calendario 1305 | Calendario 1305 | Calendario 1305 | Calendario 1305 | Calendario 1305 | Calendario 1305 | Calendario 1305 | Calendario 1305 | Calendario 1305 | Calendario 1305 | Calendario 1305 | Calendario 1305 | Calendario 1305 | Calendario 1305 | Calendario 1305 | Calendario 1305 | Calendario 1305 | Calendario 1305 | Calendario 1305 | Calendario 1305 | Calendario 1305 | Calendario 1305 | Calendario 1305 | Calendario 1305 | Calendario 1305 | Calendario 1305 | Calendario 1305 |
| --------------- | --------------- | --------------- | --------------- | --------------- | --------------- | --------------- | --------------- | --------------- | --------------- | --------------- | --------------- | --------------- | --------------- | --------------- | --------------- | --------------- | --------------- | --------------- | --------------- | --------------- | --------------- | --------------- | --------------- | --------------- | --------------- | --------------- | --------------- | --------------- | --------------- | --------------- | --------------- | --------------- |
|                 | 1               | 2               | 3               | 4               | 5               | 6               | 7               | 8               | 9               | 10              | 11              | 12              | 13              | 14              | 15              | 16              | 17              | 18              | 19              | 20              | 21              | 22              | 23              | 24              | 25              | 26              | 27              | 28              | 29              | 30              | 31              |                 |
| Gennaio         | Ve              | Sa              | Do              | Lu              | Ma              | Me              | Gi              | Ve              | Sa              | Do              | Lu              | Ma              | Me              | Gi              | Ve              | Sa              | Do              | Lu              | Ma              | Me              | Gi              | Ve              | Sa              | Do              | Lu              | Ma              | Me              | Gi              | Ve              | Sa              | Do              |                 |
| Febbraio        | Lu              | Ma              | Me              | Gi              | Ve              | Sa              | Do              | Lu              | Ma              | Me              | Gi              | Ve              | Sa              | Do              | Lu              | Ma              | Me              | Gi              | Ve              | Sa              | Do              | Lu              | Ma              | Me              | Gi              | Ve              | Sa              | Do              |                 |                 |                 |                 |
| Marzo           | Lu              | Ma              | Me              | Gi              | Ve              | Sa              | Do              | Lu              | Ma              | Me              | Gi              | Ve              | Sa              | Do              | Lu              | Ma              | Me              | Gi              | Ve              | Sa              | Do              | Lu              | Ma              | Me              | Gi              | Ve              | Sa              | Do              | Lu              | Ma              | Me              |                 |
| Aprile          | Gi              | Ve              | Sa              | Do              | Lu              | Ma              | Me              | Gi              | Ve              | Sa              | Do              | Lu              | Ma              | Me              | Gi              | Ve              | Sa              | Do              | Lu              | Ma              | Me              | Gi              | Ve              | Sa              | Do              | Lu              | Ma              | Me              | Gi              | Ve              |                 |                 |
| Maggio          | Sa              | Do              | Lu              | Ma              | Me              | Gi              | Ve              | Sa              | Do              | Lu              | Ma              | Me              | Gi              | Ve              | Sa              | Do              | Lu              | Ma              | Me              | Gi              | Ve              | Sa              | Do              | Lu              | Ma              | Me              | Gi              | Ve              | Sa              | Do              | Lu              |                 |
| Giugno          | Ma              | Me              | Gi              | Ve              | Sa              | Do              | Lu              | Ma              | Me              | Gi              | Ve              | Sa              | Do              | Lu              | Ma              | Me              | Gi              | Ve              | Sa              | Do              | Lu              | Ma              | Me              | Gi              | Ve              | Sa              | Do              | Lu              | Ma              | Me              |                 |                 |
| Luglio          | Gi              | Ve              | Sa              | Do              | Lu              | Ma              | Me              | Gi              | Ve              | Sa              | Do              | Lu              | Ma              | Me              | Gi              | Ve              | Sa              | Do              | Lu              | Ma              | Me              | Gi              | Ve              | Sa              | Do              | Lu              | Ma              | Me              | Gi              | Ve              | Sa              |                 |
| Agosto          | Do              | Lu              | Ma              | Me              | Gi              | Ve              | Sa              | Do              | Lu              | Ma              | Me              | Gi              | Ve              | Sa              | Do              | Lu              | Ma              | Me              | Gi              | Ve              | Sa              | Do              | Lu              | Ma              | Me              | Gi              | Ve              | Sa              | Do              | Lu              | Ma              |                 |
| Settembre       | Me              | Gi              | Ve              | Sa              | Do              | Lu              | Ma              | Me              | Gi              | Ve              | Sa              | Do              | Lu              | Ma              | Me              | Gi              | Ve              | Sa              | Do              | Lu              | Ma              | Me              | Gi              | Ve              | Sa              | Do              | Lu              | Ma              | Me              | Gi              |                 |                 |
| Ottobre         | Ve              | Sa              | Do              | Lu              | Ma              | Me              | Gi              | Ve              | Sa              | Do              | Lu              | Ma              | Me              | Gi              | Ve              | Sa              | Do              | Lu              | Ma              | Me              | Gi              | Ve              | Sa              | Do              | Lu              | Ma              | Me              | Gi              | Ve              | Sa              | Do              |                 |
| Novembre        | Lu              | Ma              | Me              | Gi              | Ve              | Sa              | Do              | Lu              | Ma              | Me              | Gi              | Ve              | Sa              | Do              | Lu              | Ma              | Me              | Gi              | Ve              | Sa              | Do              | Lu              | Ma              | Me              | Gi              | Ve              | Sa              | Do              | Lu              | Ma              |                 |                 |
| Dicembre        | Me              | Gi              | Ve              | Sa              | Do              | Lu              | Ma              | Me              | Gi              | Ve              | Sa              | Do              | Lu              | Ma              | Me              | Gi              | Ve              | Sa              | Do              | Lu              | Ma              | Me              | Gi              | Ve              | Sa              | Do              | Lu              | Ma              | Me              | Gi              | Ve              |                 |